# Ван Морсел, Леонтин
Леонти́не Ма́рта Хе́нрика Петроне́лла «Леонти́н» ван Мо́рсел (в замужестве — Зейлард, нидерл. Leontine Martha Henrica Petronella (Leontien) Zijlaard-van Moorsel; 22 марта 1970, Букел, Нидерланды) — нидерландская велогонщица, четырёхкратная олимпийская чемпионка, 8-кратная чемпионка мира. Самая титулованная велогонщица в истории Олимпийских игр. Специализировалась как в трековых, так и в шоссейных велогонках.

## Спортивная биография

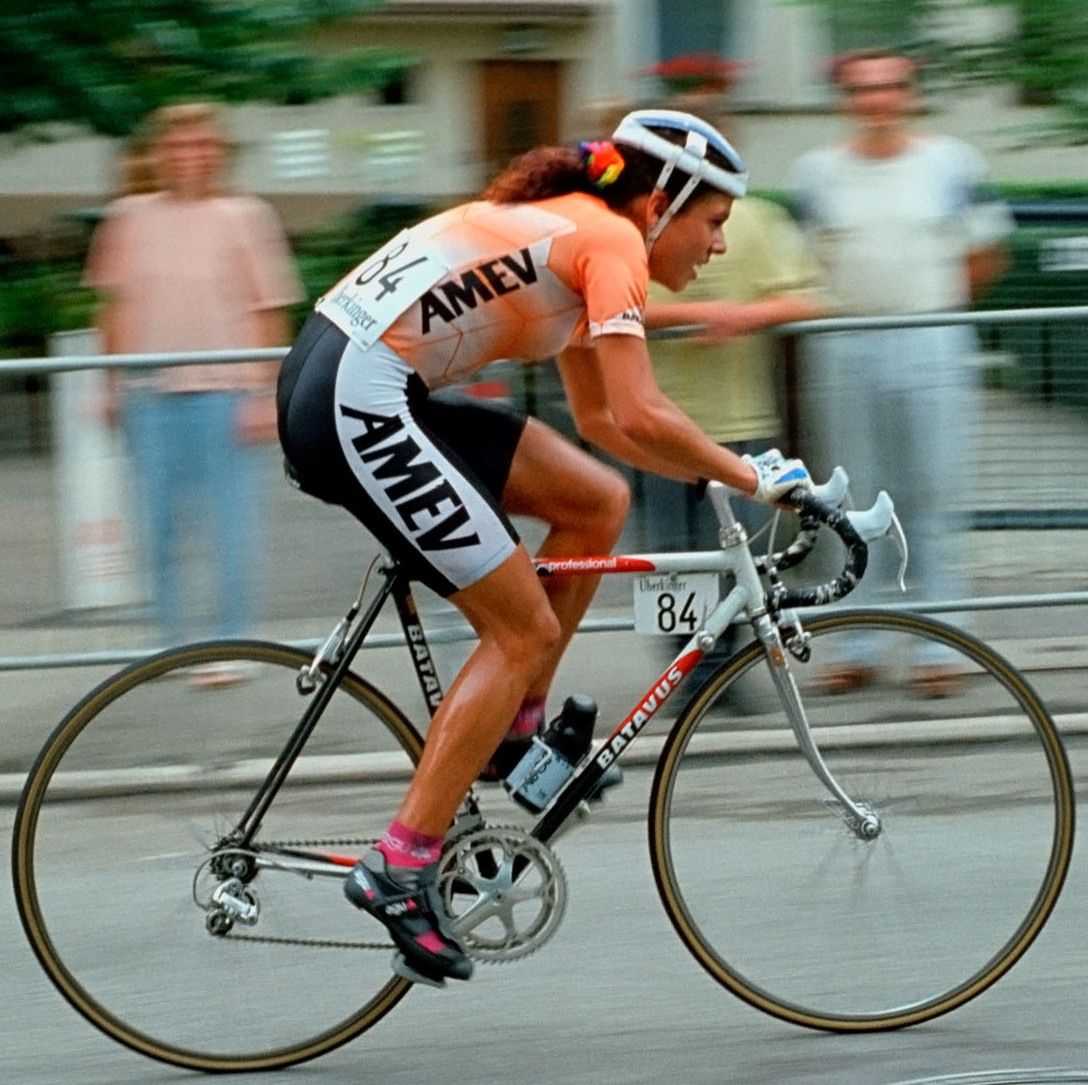
Чемпионат мира 1991 года

Леонтин ван Морсел начала свою профессиональную спортивную карьеру в конце 1980-х годов и довольно быстро вошла в число лучших велосипедисток в мире. При этом она успешно выступала как в трековых велогонках, так и в шоссейных. В первой половине 1990-х годов она дважды стала победительницей женского Тур де Франс (1992 и 1993).
На летних Олимпийских играх дебютировала в 1992 году в Барселоне. Леонтин выступила только в двух дисциплинах. В шоссейной групповой гонке она заняла 23-е место, а в трековой гонке преследования ван Морсел выбыла в четвертьфинале и заняла итоговое 8-е место.
В 1994 году ван Морсел была вынуждена приостановить свою спортивную карьеру из-за развивающейся на фоне депрессии нервной анорексии. В 1998 году Леонтин сумела оправиться от болезни и вернулась в профессиональный спорт.
На летних Олимпийских играх 2000 в Сиднее ван Морсел показала наилучший результат среди женщин-велогонщиц в истории Олимпийских игр. Леонтин завоевала две золотые медали на шоссе (групповая гонка и раздельная гонка), и ещё одну золотую медаль она выиграла на треке (индивидуальное преследование на 3 км), обновив при этом мировой рекорд в этой дисциплине. Так же было добыто серебро в гонке по очкам, где голландка уступила 3 очка итальянской спортсменке Антонелле Беллутти.
В 2004 году на летних Олимпийских играх Леонтин ван Морсел упала на предпоследнем круге дистанции раздельной гонки, но это не помешало ей защитить свой титул и стать четырёхкратной олимпийской чемпионкой. В индивидуальной гонке преследования ван Морсел не смогла показать время, позволившее бы ей принять участие в финальном заезде (ей не хватило 0,65 сек по итогам 3,5-минутной гонки). Матч за 3-е место она уверенно (более 4,5 сек) выиграла у 22-летней австралийки Кэтрин Бейтс.
После завершения Олимпийских игр ван Морсел заявила, что завершает спортивную карьеру. Всего на счету нидерландской спортсменки 4 золотых, 1 серебряная и 1 бронзовая медаль Олимпийских игр.
В 1995 году вышла замуж, есть дочь.

### Статистика выступления наГранд-турах
| Гонка / Год          | 1989           | 1990           | 1991           | 1992 | 1993 | 1994           | 1995           | 1996           | 1997           | 1998           | 1999           | 2000           | 2001           | 2002           |
| -------------------- | -------------- | -------------- | -------------- | ---- | ---- | -------------- | -------------- | -------------- | -------------- | -------------- | -------------- | -------------- | -------------- | -------------- |
| Женский Тур де Франс | 31             | 2              | 2              | 1    | 2    | не проводилась | не проводилась | не проводилась | не проводилась | не проводилась | не проводилась | не проводилась | не проводилась | не проводилась |
| Гранд Букль феминин  | не проводилась | не проводилась | не проводилась | 1    | 1    | —              | —              | —              | —              | —              | —              | —              | —              | DNF            |
| Тур де л'Од феминин  | —              | 2              | 1              | 8    | 2    | —              | —              | —              | —              | —              | —              | —              | —              | —              |
| Джиро д’Италия Донне | —              | —              | —              | —    | —    | —              | —              | —              | —              | —              | —              | DNF            | DNF            | —              |

### Рейтинги
| Год                 | 1998 | 1999 | 2000 | 2001 | 2002 | 2003 | 2004 |
| ------------------- | ---- | ---- | ---- | ---- | ---- | ---- | ---- |
| Мировой рейтинг UCI | 15-й | 14-й | 4-й  | 40-й | 39-й | 90-й | 19-й |
| Мировой кубок UCI   | -    | 20-й | 16-й | -    | -    | -    | 31-й |
|                     |      |      |      |      |      |      |      |
| Источник: UCI       |      |      |      |      |      |      |      |

## Личные награды
- Спортсменка года в Нидерландах (6): 1990, 1993, 1999, 2000, 2003, 2004.
- Спортсменка года в Роттердаме (6): 1998, 1999, 2000, 2002, 2003, 2004.